# Carl Geißler (Musiker)
Carl Heinrich August Geißler (* 28. April 1802 in Mulda/Sa.; † 23. August 1868 in Elster) war ein deutscher Kantor, Organist, Musikpädagoge und Komponist. Er komponierte Orgel- und Chorwerke, arrangierte Werke für das Klavier und war Herausgeber von Sammlungen von Orgelwerken und Choralbüchern.

## Leben
Seinen ersten Musikunterricht erhielt Carl Geißler bei seinem Vater C. B. Geißler, der in Mulda als Kantor und Organist wirkte, und unterstützte diesen bereits mit neun Jahren bei Orgeldiensten. Im Alter von zwölf Jahren wechselte Carl Geißler an das Gymnasium Freiberg und wurde dort von Kantor und Domorganist Johann Gottfried Fischer unterrichtet. 1820 wurde er Präfekt des Freiberger Stadtsingechors, komponierte erste Werke, trat in öffentlichen Klavierkonzerten im Gewandhaus auf und wurde Organist an der Stadtkirche St. Petri. 1822 folgte eine Berufung als Organist und dritter Lehrer (Tertius) in Zschopau, bevor er zum Kantor und zum zweiten Lehrer der Stadtschule aufstieg. Für seine Schüler gründete er ein privat organisiertes „musikalisches Institut“.
Geißler wurde 1832 der erste Redakteur des Zschopauer Wochenblatts und engagierte sich auch politisch. Zusammen mit Pfarrer Ludwig Würkert vertrat er das fortschrittliche Bildungsbürgertum, war aber nicht antimonarchisch eingestellt. Die beiden gründeten 1848 einen „Politischen Volksverein“ mit Geißler als Schriftführer. Geißler gehörte am 28. März 1849 zu den Zschopauer Vertretern der Frankfurter Nationalversammlung, die für eine neue Reichsverfassung stimmten. 1849 schloss sich der Volksverein mit anderen, radikaleren Vaterlandsvereinen zusammen. Angespornt durch eine revolutionäre Predigt Würkerts am 5. Mai 1849, zogen 94 Freischärler zum Dresdner Maiaufstand nach Dresden, die Geißler innerhalb von Zschopau begleitete. Einen zweiten Zug mit 300 Männern führte Geißler zwei Tage später bis nach Oederan an. Er wurde daraufhin verhaftet und als Rädelsführer zu acht Jahren Zuchthaus verurteilt. In der Augustusburg erkrankte er schwer und wurde auf die Hubertusburg verlegt. Der „fußfällige Antrag“ seiner Tochter Malwine trug dazu bei, dass er 1850 nach neun Monaten vom König begnadigt und vorzeitig entlassen wurde.
Nach seiner gesundheitlichen Wiederherstellung wurde ihm ein Neuanfang als Kantor und Lehrer verwehrt. In (Bad) Elster eröffnete er das Logishaus „Apollo“, das er bis zu seinem Tod betrieb. Er verfasste eine Beschreibung des „Elster-Bades“ und gründete ein „Verschönerungs-Comité“, das den Ausbau mehrerer Aussichtspunkte erwirkte. In der Zeit in Elster (ab 1850) war Geißler nur noch vereinzelt als musikalischer Herausgeber tätig. 1847–1849, in seinen letzten Zschopauer Jahren, legte er eine Gesamtausgabe der Orgelwerke von Johann Ludwig Krebs in vier Bänden vor.
Geißler war verheiratet. Seine Tochter Malwine heiratete 1860 Karl Friedrich Meissner, einen Mitschüler von Robert Schumann, starb aber nach kurzer Ehe am 18. Juni 1862 in Elster. Ihr erstes Kind, Martin Johannes  Meissner, wurde am 10. November 1860 geboren. Carl Geißler starb kurz vor Vollendung seines 67. Lebensjahrs in Elster und hinterließ neben der Witwe seinen Enkel.
Er ist nicht mit dem gleichnamigen Leipziger Thomasorganisten Carl (Friedrich August) Geissler (1804–1869) zu verwechseln, der ähnliche Lebensdaten hat.

## Werke (Auswahl)
Kompositionen
- Zwanzig Choral-Vorspiele Op. 2 Hofmeister, Leipzig
- Vier und Zwanzig Choral-Vorspiele in drei- und vierstimmigen Adagios für angehende Organisten. Op. 4. Hofmeister, Leipzig 1832.[11]
- Drei Fantasien mit Fugen für die Orgel. Op. 21. Digitalisat.
- 8 Romanzen und Adagio’s op. 11 für Physharmonika (oder Orgel). Kistner, Leipzig 1834.
- Zehn Orgel-Vorspiele verschiedenen Characters. Op. 30. Hofmeister, Leipzig 1835. (Digitalisat)
- Allgemeines und vollständiges Choral-Buch in 340 Melodien. Goedsche, Meißen 1835/1836.
- Neun Orgelvorspiele verschiedenen Charakters. Op. 39. Kistner, Leipzig.
- Zwölf Orgel-Vorspiele verschiedenen Characters. Op. 45. Schubert, Leipzig 1836. (Digitalisat)
- 16 leicht ausführbare Orgelvorspiele verschiedenen Characters. Op. 49. 1835?.
- Acht Orgel-Vorspiele verschiedenen Characters. Op. 50. Hofmeister, Leipzig 1838. (Digitalisat)
- Acht Orgelstücke verschiedenen Charakters zum Studium und Gebrauche beim öffentlichen Gottesdienste Op. 57 Hofmeister, Leipzig
- Neun Orgelstücke verschiedenen Charakters zum Studium und zum Gebrauche beim öffentlichen Gottesdienste Op. 68 Hofmeister, Leipzig
- Vollständiges Choralbuch für den 4stimm. Männergesang. Op. 80. Goedsche, Meißen 1836.
- 20 leicht ausführbare Tonstücke für die Orgel. Op. 82. Heinrichshofen.
- 100 Jugend- und Volkslieder für Schule und Haus. Goedsche, Meißen 1839.
- Neues vollständiges Museum für die Orgel. Goedsche, Meißen 1841.
- Neue praktische Orgelschule für den ersten Anfänger bis zum vollendeten Orgelspieler. Goedsche, Meißen 1841.
- Tonstücke für die Orgel, zum Gebrauche beim öffentlichen Gottesdienste als Vor- und Nachspiele. 2 Hefte. Leibrock, Braunschweig 1845.
- Johann Ludwig Krebs: Gesammtausgabe der Tonstücke für die Orgel von Carl Geißler. 4 Bände. Heinrichshofen, Magdeburg 1847–1849.
- 115 Tonstücke jeder Gattung und Form für das Orgelstudium und für den öffentlichen Gottesdienst. Herausgegeben durch Carl Geißler. Schott, Mainz 1864.
- Franz Schubert: Große Sonate in fünf Sätzen. Arrangement zu vier Händen von Carl Geissler. Klemm, Leipzig 1864.[12]

Schriften
- Carl Geißler: Elster-Bad. Beschreibung desselben nebst Wegweiser für die Umgebung. 3. Aufl. Biblioth. Sieboth; Schmidt, Bad Elster 1866.